# Pushpa Lalitha
Pushpa Lalitha (* 1956 in Diguvappad, Kurnool, Andhra Pradesh) ist eine indische anglikanische Bischöfin der Church of South India.

## Leben
Lalitha studierte anglikanische Theologie am Andhra Christian Theological College. 1984 wurde sie zur anglikanischen Priesterin geweiht. Lalitha wurde am 29. September 2013 zur ersten anglikanischen Bischöfin des Bistums Nandyal in Indien geweiht.